# Sztuka książki

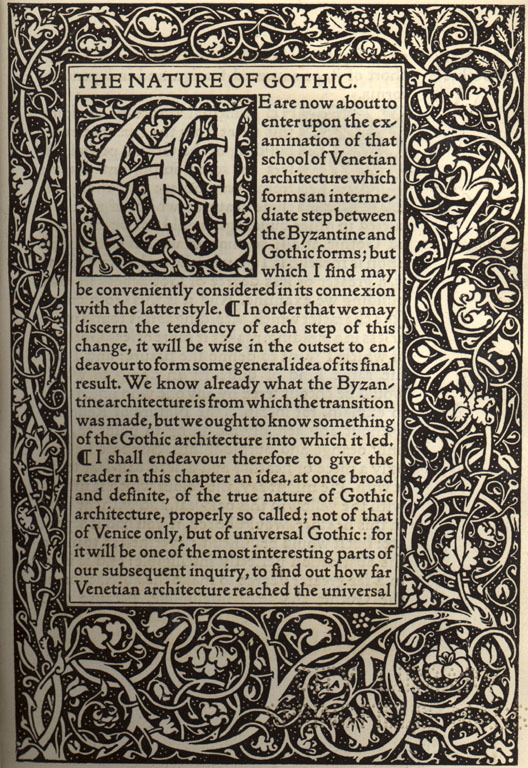
Jeden z druków Williama Morrisa z Kelmscott press

Sztuka książki – określenie dziedzin sztuki i rzemiosła artystycznego związanych z tworzeniem zewnętrznego kształtu książki.
Sztuka książki może łączyć zagadnienia z różnych dziedzin, m.in.:
- grafiki – m.in. liternictwo, ilustrację, grafikę warsztatową;
- introligatorstwo artystyczne – m.in. zdobienie papieru i skóry, tłoczenie, pozłotnictwo;
- typografii;
- wzornictwo przemysłowe;
- metaloplastyki i zdobienia metalu – okucia opraw, oprawy metalowe, plakietki
- papiernictwo
- malarstwo – miniatura, iluminacja, ilustracje i projekty okładek.
- znajomość literatury, historii sztuki, ikonografii i często psychologii.

## Sztuka książki starożytnej i średniowiecznej
Książki rękopiśmienne w starożytności i średniowieczu, i drukowane do końca XVIII w. wykonywane były ręcznie, z zastosowaniem technik artystycznych i rzemieślniczych. Każdy egzemplarz miał bezpośredni kontakt z wytwórcą, który z właściwą dawnym rzemieślnikom starannością nadawał mu ostateczny kształt, dbając zarówno o staranne technicznie wykończenie, jak i stronę estetyczną, przez odpowiedni dobór materiałów, zdobień, tłoczeń, ilustracji czy okuć. Piękno dawnych rękopisów czy starodruków do dziś urzeka, bogactwem albo przeciwnie prostotą. Indywidualne podejście do każdego egzemplarza i tradycyjne techniki doprowadzone przez cechowy system szkolenia do perfekcji wpływały na piękny i spójny stylistycznie wygląd, dopracowany w najdrobniejszych szczegółach począwszy od wykonania papieru, składu drukarskiego lub ręcznie pisanego tekstu, szycia bloku książki, kapitałki i oprawy.

## Upadek sztuki książki
Postęp techniczny i jednoczesne zwiększone zapotrzebowanie społeczne na druki w XIX w. spowodowały zwiększoną produkcję książek i czasopism. Zwiększenie nakładów nie sprzyjało jednak utrzymaniu dawnej, szlachetnej estetyki. Nie bez znaczenia był także rozszerzający się krąg odbiorców, książka nie była już elitarnym zbytkiem wykształconej warstwy szlachty, ale trafiała też do rąk odbiorców mniej wymagających estetycznie. Zaczęły pojawiać się woluminy zdobione w sposób odpowiadający mniej wyrafinowanym gustom, przesadnie złocone, o bogatych eklektycznych oprawach, z wykonywanymi nowymi technikami (litografia) przesadnie kolorowymi ilustracjami. Względy techniczne zaczęły wpływać na oddzielenie ilustracji od tekstu, wcześniej zwykle integralnie połączonych. Litografie wklejano na osobnych planszach, oprawy książek też często projektowali inni twórcy niż resztę. Zaczęła pojawiać się tania literatura brukowa, dla biedniejszych i najmniej wymagających czytelników, drukowana na tanim papierze, z częstymi błędami typograficznymi i niskiej jakości ilustracjami.

## Odradzanie sztuki książki
W poł. XIX w Anglii grupa artystów związana z bractwem prerafaelitów rozpoczęła działania mające na celu odrodzenie dawnej sztuki książki. Założone w 1860 w Londynie tzw. II Bractwo Prerafaelitów, złożone m.in. z Williama Morrisa, Waltera Crane’a, Edwarda Burne–Jonesa, Kate Greenway i głównego ideologa Johna Ruskina rozpoczęło działalność wydawniczą bibliofilskiej drukarni Kelmscott Press. Głównym twórcą grupy był Morris, który pragnąc odrodzenia dawnej sztuki drzeworytniczej, założył szkołę drzeworytu w Birmingham. Własnoręcznie projektował i wykonywał czcionki, klocki drzeworytnicze, drobne ozdobniki drukarskie, wiele dzieł osobiście ręcznie drukował i oprawiał. Ideałem sztuki drukarskiej, który Morris twórczo naśladował były renesansowe druki włoskie.
Pełny obraz twórczości Bractwa daje wydana w Londynie w 1896 r. książka Waltera Crane’a Of The Decorative Illustration of Books Old and New. Pomyślana jako podręcznik dla młodych twórców zawiera liczne ilustracje i zdobniki autorstwa Morrisa, Crane’a, Kate Greenway, Hughensa, Rosettiego i in.
Z Bractwa wyrośli liczni twórcy książki, czerpiący natchnienie z gotyku i renesansu, ze sztuki japońskiej i antycznej, m.in. Thomas James Cobden – Sanderson, założyciel bibliofilskiej drukarni Doven Press i Douglas Cockerell i Sara Treverbian Prideaux.
Po Anglii, ruch odnowy sztuki książki objął także Francję, gdzie jego orędownikiem stał się Edouard Pelletan (1854-1912). Jego manifest zawierał, między innymi, nieco utopijny postulat stosowania w książkach jako jedynej techniki ilustracyjnej drzeworytu.
W Niemczech odnowa książki rozpoczęła się w latach 70. XIX w. przede wszystkim w Monachium. Grupa artystów skupiona wokół Otto Huppa i Maksa Klingera przyczyniła się do powstania tzw. Münchener Still (niem. Styl monachijski). Drugą grupę arystów skupioną wokół czasopism Jugend i Pan reprezentowali Melchior Lechter, Olaf Gulbransson, Heinrich Vogeler i Otto Eckmann.

## Sztuka książki w Polsce

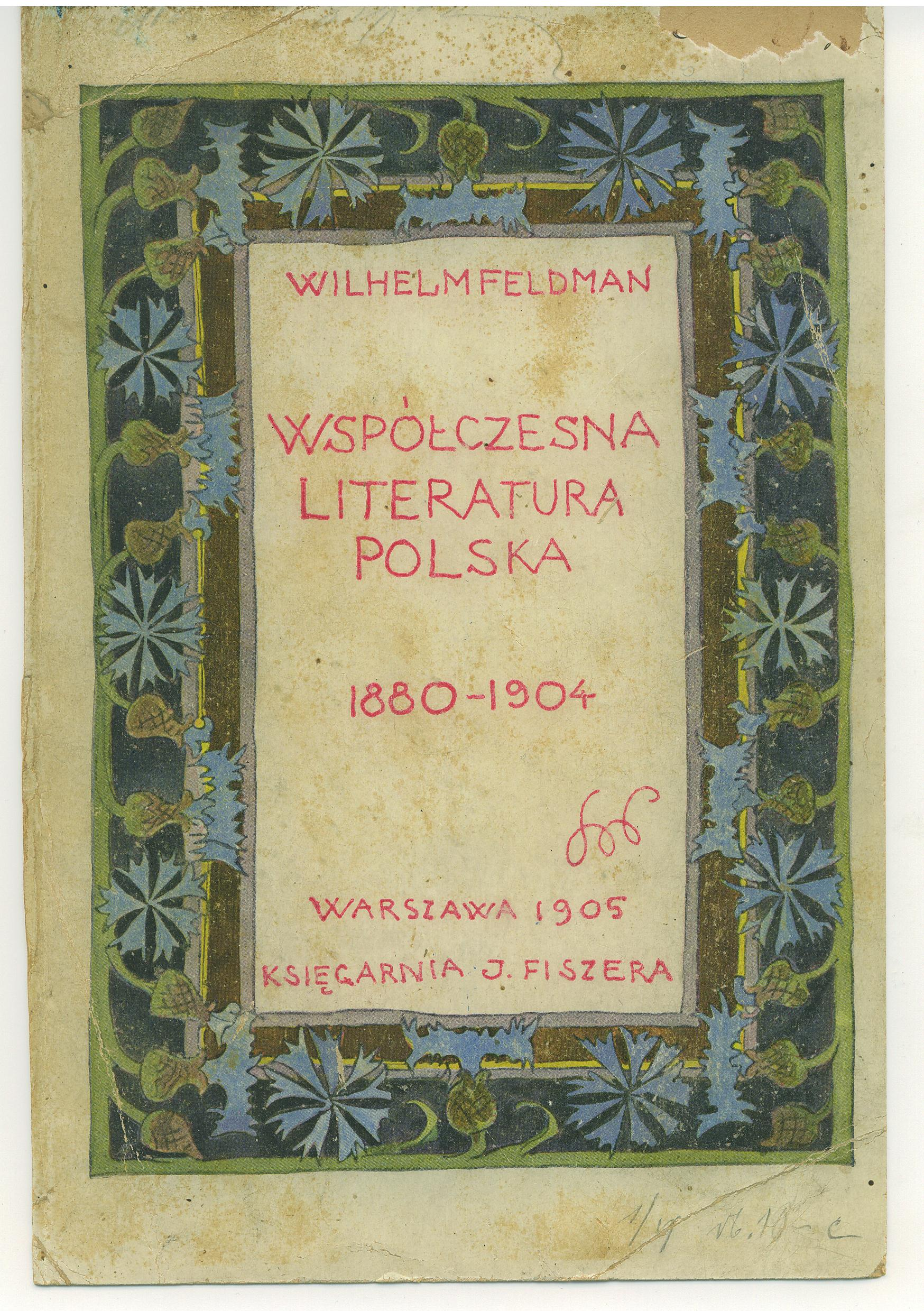
Okładka autorstwa S.Wyspiańskiego

W Polsce odrodzeniem sztuki drukarskiej i zdobnictwa książki pierwszy programowo zainteresował się Stanisław Wyspiański. Inspiracje twórcze czerpał m.in. z polskiej sztuki ludowej i dawnych, renesansowych druków krakowskich. Kolejnym był w Warszawie Zenon Przesmycki (Miriam) i grupa artystów związana z wydawaną przez niego Chimerą.
Krakowski drukarz i wydawca Napoleon Telz (1866-1943) swoją działalnością udowodnił, że wbrew tezom Morrisa stosowanie nowoczesnych technik drukarskich i ilustracyjnych nie musi wpływać na obniżenie jakości artystycznej książki. Stosując nowoczesne, na owe czasy, drukarskie maszyny rotacyjne, skład monotypowy, druk rotograwiurowy i offsetowy dbał o wysoki poziom artystyczny swoich wydań, zintegrowanie stylistyczne treści, typografii i ilustracji, otrzymując liczne medale i nagrody na wystawach. Drukarz – artysta Władysław Teodorczuk (1872-1913) początkowo pracownik Telza, będący pod wpływem artystycznym Wyspiańskiego, kierował drukarnią Uniwersytetu Jagiellońskiego, a w latach 1901–1906 prowadził w Krakowie własną drukarnię bibliofilską.
W okresie II Rzeczypospolitej działał, związany wcześniej z Chimerą Adam Jerzy Półtawski (1881-1952), typograf, ilustrator, liternik i bibliofil. Był twórcą pierwszej nowoczesnej polskiej czcionki, nazwanej Antykwą Półtawskiego. Jednym z czołowych introligatorów artystycznych był Robert Jahoda (1862-1947) działający w Krakowie. Wykonał m.in. oprawy ksiąg pamiątkowych dla Archiwum Akt Dawnych w Krakowie, Muzeum Narodowego w Krakowie, Wawelu, polskiego kościoła na Kahlenbergu i teki adresowe dla Ligi Narodów i Watykanu. Oprawy wyróżniające się własnym, nowoczesnym stylem, zdobione śmiałymi łączeniami linii prostych i figur geometrycznych tworzył Aleksander Semkowicz (1885-1954), działający we Lwowie, jako kierownik introligatorni Ossolineum.
Wiele z działających w dwudziestoleciu międzywojennym przemysłowych wydawnictw i drukarni starało się utrzymać wysoki poziom artystyczny swych druków. Warszawskie wydawnictwa Jakuba Mortkowicza, prowadzone po jego tragicznej śmierci w 1931 przez żonę Janinę i córkę Hannę, starały się o utrzymanie estetyki i artyzmu nawet w masowych i tanich wydaniach. Liczne książki z ich drukarni otrzymywały wyróżnienia na wystawach krajowych i zagranicznych. Działająca pod kierownictwem Półtawskiego drukarnia Władysława Łazarskiego, później jego syna Zygmunta również wyróżniała się szczególnie wysokim poziomem swych druków.
Na wysoki poziom sztuki książki międzywojennej miał między innymi częsty kontakt wydawców i drukarzy z wybitnymi artystami, zwłaszcza grafikami, takimi jak Józef Mehoffer, Władysław Skoczylas, Stanisław Ostoja-Chrostowski, Jan Wojnarski czy Bonawentura Lenart.
W PRL-u sztuka książki utrzymała niekiedy wysoki poziom dzięki mecenatowi państwa. Wydawnictwa tanie produkowane były z reguły niestarannie, na niskiej jakości papierze. Druki o znaczeniu politycznym, propagandowym, ważne dla kultury, wydania jubileuszowe i okolicznościowe były jednak częste i reprezentowały wysoki poziom edytorski i artystyczny. Niektóre z państwowych drukarni i wydawnictw specjalizowały się w wydaniach o charakterze bibliofilskim, na specjalnie dobranych gatunkach papieru, niekiedy ręcznie czerpanego, oprawianych według projektów znanych artystów. Z wydawnictwami współpracowali czołowi polscy graficy m.in. Jan Marcin Szancer, Antoni Uniechowski, Maja Berezowska czy Józef Wilkoń. Mimo ograniczeń nakładanych przez cenzurę i częstych problemów z zaopatrzeniem drukarni w dobrej jakości materiały, wybitnym twórcom często udawało się wpływać na ostateczny kształt książki. Niektóre z druków z czasów Polski Ludowej można zaliczyć do klasycznych dzieł sztuki książki – np. jubileuszowe wydanie Pana Tadeusza.
Urynkowienie działalności drukarskiej i wydawniczej po 1990 wpłynęło z jednej strony na wzrost ilości książek wydawanych masowo, typowo komercyjnych, z amatorsko wykonanymi krzykliwymi okładkami, niestaranną oprawą i drukiem. Z drugiej strony wzrosła liczba książek pretendujących do miana wydań artystycznych lub luksusowych. Pozorna łatwość składu komputerowego i projektowania okładek przy pomocy programów graficznych powoduje czasem rezygnację wydawnictw z usług artystów. Niekiedy książki wydane luksusowo zawierają podstawowe błędy kompozycji tekstu, ilustracji czy oprawy, zwykle jednak zauważalne tylko przez znawców czy specjalistów.
Ważną rolę w promocji sztuki książki grały organizowane przez Związek Polskich Artystów Plastyków w latach 1994–2006 w Warszawie wystawy Sztuka książki, towarzyszące Międzynarodowym Targom Książki. Wystawy prezentowały twórczość z różnych dziedzin sztuki książki, głównie ilustracji książkowej, grafiki wydawniczej, a także książki artystycznej, bibliofilskiej i autorskiej.
Wielu wybitnych polskich artystów książki, grafików, literników, konserwatorów, projektantów prowadziło i prowadzi zajęcia dydaktyczne na uczelniach plastycznych. Między innymi dzięki pracy dydaktycznej takich twórców jak Bonawentura Lenart, Tadeusz Tuszewski, Andrzej Heidrich, Jerzy Janiszewski, Tadeusz Kulisiewicz, Konstanty Maria Sopoćko czy Franciszek Starowieyski sztuka książki w Polsce rozwija nowe style i kierunki.